# Liên hoan phim Cannes 2016
Liên hoan phim Cannes thường niên lần thứ 69 tổ chức từ ngày 11 đến 22 tháng 5 năm 2016. Đạo diễn người Úc  George Miller được thông báo là trưởng ban giám khảo của phần tranh giải chính. Diễn viên Pháp Laurent Lafitte là chủ trì của buổi lễ khai mạc và kết thúc. Ngày 15 tháng 3, đạo diễn người Nhật Naomi Kawase trở thành giám khảo Cinéfondation và thể loại Phim ngắn. Café Society của đạo diễn Woody Allen là bộ phim mở màn Liên hoan.
Áp phích chính thức của Liên hoan phim Cannes lần thứ 69 là cảnh của diễn viên Michel Piccoli tại Casa Malaparte trích từ bộ phim Contempt (1963) của đạo diễn Jean-Luc Godard. Giải Cành cọ vàng được trao cho bộ phim Anh I, Daniel Blake của đạo diễn Ken Loach, cũng là phim hạ màn Liên hoan. Tại buổi phỏng vấn, Loach chia sẻ mình "khá ngạc nhiên" khi giành chiến thắng.

## Giám khảo

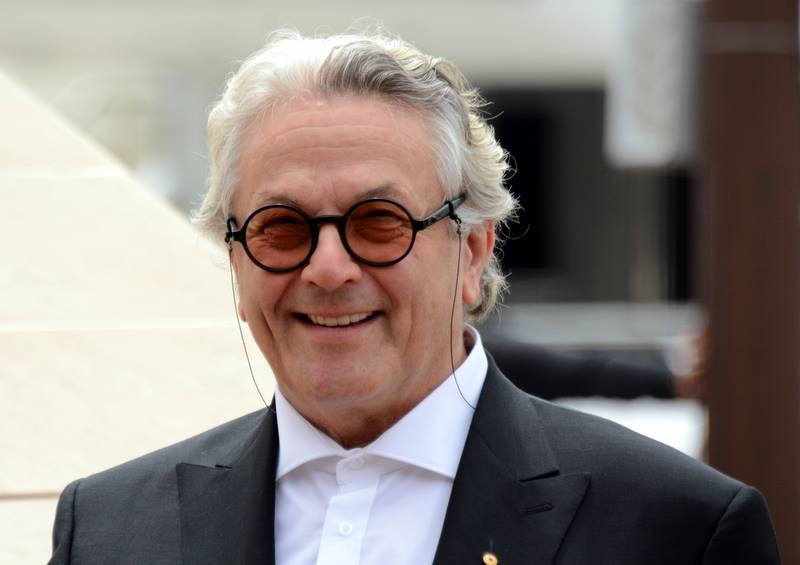
George Miller, chủ tịch ban giám khảo hạng mục Tranh cử chính

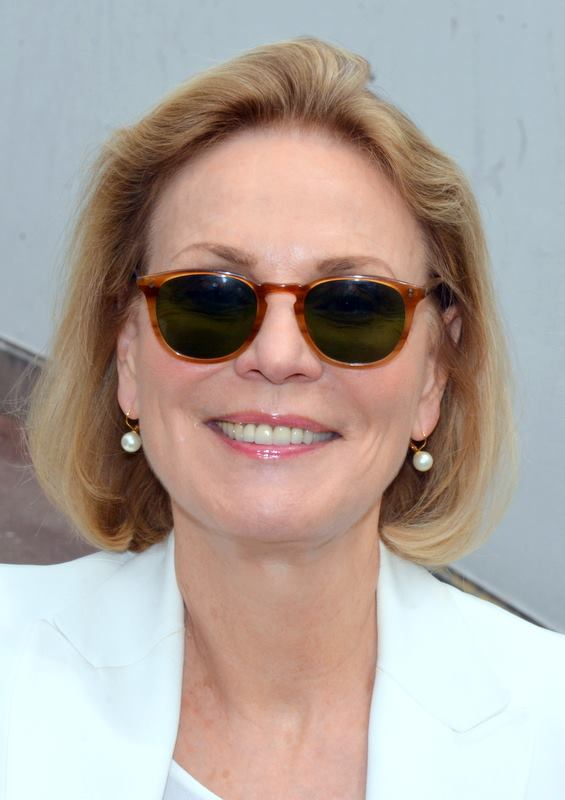
Marthe Keller, chủ tịch ban giám khảo hạng mục Un Certain Regard

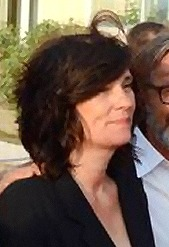
Catherine Corsini, chủ tịch ban giám khảo hạng mục Caméra d'or

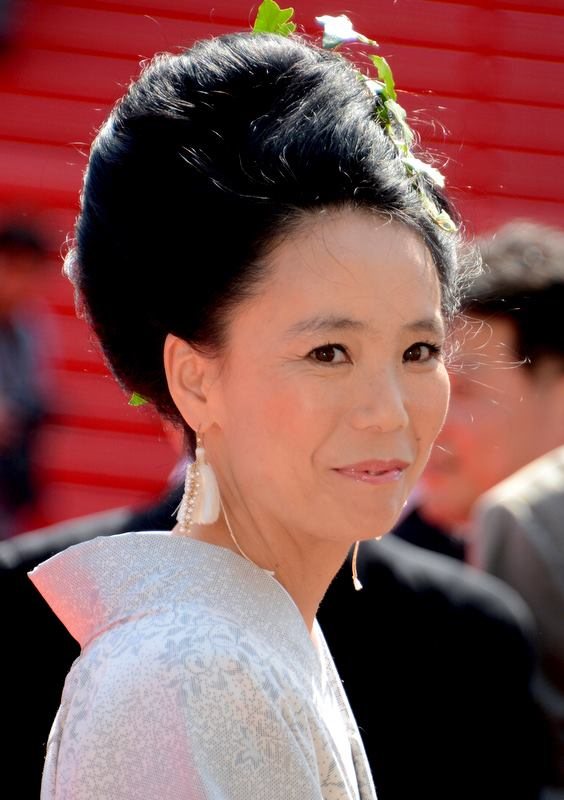
Naomi Kawase, chủ tịch ban giám khảo hạng mục Cinéfondation và phim ngắn

### Tranh cử chính
- George Miller, đạo diễn điện ảnh người Úc, chủ tịch ban giám khảo[12]
- Arnaud Desplechin, đạo diễn điện ảnh người Pháp
- Kirsten Dunst, nữ diễn viên người Mỹ
- Valeria Golino, nữ diễn viên và đạo diễn điện ảnh người Ý
- Mads Mikkelsen, nam diễn viên người Đan Mạch
- László Nemes, đạo diễn điện ảnh người Hungary
- Vanessa Paradis, nữ diễn viên và ca sĩ người Pháp
- Katayoon Shahabi, nhà sản xuất điện ảnh người Iran
- Donald Sutherland, nam diễn viên người Canada

### Un Certain Regard
- Marthe Keller, nữ diễn viên người Thụy Sĩ, chủ tịch ban giám khảo[13]
- Jessica Hausner, đạo diễn điện ảnh người Áo
- Diego Luna, nam diễn viên và đạo diễn điện ảnh người Mexico
- Ruben Östlund, đạo diễn điện ảnh người Thụy Điển
- Céline Sallette, nữ diễn viên người Pháp

### Caméra d'or
- Catherine Corsini, nữ diễn viên và đạo diễn điện ảnh người Pháp, chủ tịch ban giám khảo[14]
- Jean-Christophe Berjon, nhà phê bình điện ảnh người Pháp
- Alexander Rodnyansky, đạo diễn điện ảnh người Ukraina
- Isabelle Frilley, CEO của hãng phim Pháp Titra Film
- Jean-Marie Dreujou, nhà quay phim người Pháp

### Cinéfondation và phim ngắn
- Naomi Kawase, đạo diễn điện ảnh người Nhật, chủ tịch ban giám khảo[15]
- Marie-Josée Croze, nữ diễn viên người Pháp-Canada
- Jean-Marie Larrieu, đạo diễn điện ảnh người Pháp
- Radu Muntean, đạo diễn điện ảnh người Romani
- Santiago Loza, đạo diễn điện ảnh và nhà viết kịch người Argentina

### Giám khảo độc lập
Nespresso Grand Prize (Tuần của phê bình gia quốc tế)
- Valérie Donzelli, nữ diễn viên và đạo diễn điện ảnh người Pháp, chủ tịch ban giám khảo[16]
- Alice Winocour, đạo diễn điện ảnh người Pháp
- Nadav Lapid, đạo diễn điện ảnh người Israel
- David Robert Mitchell, đạo diễn điện ảnh người Mỹ
- Santiago Mitre, đạo diễn điện ảnh người Argentina

L'Œil d'or
- Gianfranco Rosi, đạo diễn phim tài liệu người Ý, chủ tịch ban giám khảo[17]
- Anne Aghion, đạo diễn phim tài liệu người Pháp-Mỹ
- Natacha Régnier, nữ diễn viên người Bỉ
- Thierry Garrel, cố vấn nghệ thuật và nhà chỉ đạo cho Arte TV người Pháp
- Amir Labaki, nhà phê bình điện ảnh và giám tuyển người Brazil

Queer Palm
- Olivier Ducastel và Jacques Martineau, các đạo diễn người Pháp, chủ tịch ban giám khảo[18][19]
- Emilie Brisavoine, nữ diễn viên và đạo diễn điện ảnh người Pháp
- João Federici, nhà chỉ đạo nghệ thuật Festival MixBrasil người Brazil
- Marie Sauvion, nhà báo điện ảnh người Pháp

## Danh sách tranh cử

### Tranh cử chính
Các bộ phim nằm trong phần tranh cử chính cho Cành cọ vàng được công bố trong một buổi họp báo diễn ra vào ngày 14 tháng 4 năm 2016: The Salesman do Asghar Farhadi đạo diễn được thêm vào danh sách tranh cử vào ngày 22 tháng 4 năm 2016. Tác phẩm giành chiến thắng Cành cọ vàng được in nổi.
| Tựa tiếng Anh                       | Tựa gốc               | Đạo diễn                           | Quốc gia sản xuất                                                 |
| ----------------------------------- | --------------------- | ---------------------------------- | ----------------------------------------------------------------- |
| American Honey                      | American Honey        | Andrea Arnold                      | Anh Quốc, Mỹ                                                      |
| Aquarius (QP)                       | Aquarius (QP)         | Kleber Mendonça Filho              | Brazil                                                            |
| Elle                                | Elle                  | Paul Verhoeven                     | Pháp, Đức, Bỉ                                                     |
| From the Land of the Moon           | Mal de pierres        | Nicole Garcia                      | Pháp                                                              |
| Graduation                          | Bacalaureat           | Cristian Mungiu                    | Romania, Pháp                                                     |
| The Handmaiden (QP)                 | 아가씨 / Agasshi      | Park Chan-wook                     | Hàn Quốc                                                          |
| I, Daniel Blake                     | I, Daniel Blake       | Ken Loach                          | Anh Quốc, Pháp                                                    |
| It's Only the End of the World (QP) | Juste la fin du monde | Xavier Dolan                       | Canada, Pháp                                                      |
| Julieta                             | Julieta               | Pedro Almodóvar                    | Tây Ban Nha                                                       |
| The Last Face                       | The Last Face         | Sean Penn                          | Mỹ                                                                |
| Loving                              | Loving                | Jeff Nichols                       | Mỹ, Anh Quốc                                                      |
| Ma' Rosa                            | Ma' Rosa              | Brillante Mendoza                  | Philippines                                                       |
| The Neon Demon (QP)                 | The Neon Demon (QP)   | Nicolas Winding Refn               | Mỹ                                                                |
| Paterson                            | Paterson              | Jim Jarmusch                       | Mỹ                                                                |
| Personal Shopper                    | Personal Shopper      | Olivier Assayas                    | Pháp                                                              |
| The Salesman                        | فروشنده / Forushande  | Asghar Farhadi                     | Iran, Pháp                                                        |
| Sieranevada                         | Sieranevada           | Cristi Puiu                        | Romania, Pháp, Croatia, Bosnia và Herzegovina, Cộng hòa Macedonia |
| Slack Bay                           | Ma Loute              | Bruno Dumont                       | Pháp, Đức                                                         |
| Staying Vertical (QP)               | Rester Vertical       | Alain Guiraudie                    | Pháp                                                              |
| Toni Erdmann                        | Toni Erdmann          | Maren Ade                          | Đức, Áo                                                           |
| The Unknown Girl                    | La Fille inconnue     | Jean-Pierre Dardenne, Luc Dardenne | Bỉ                                                                |

(QP) chỉ phim đủ điều kiện tranh cử Queer Palm.

## Kết quả

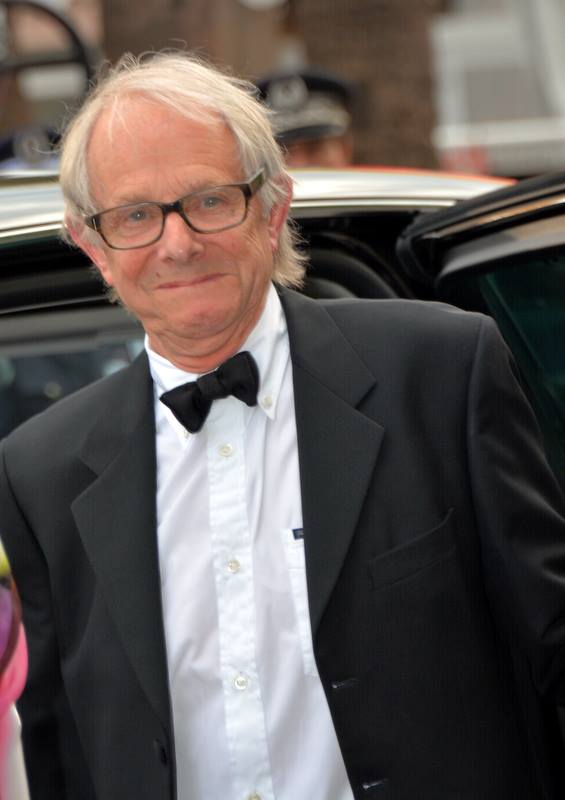
Ken Loach, chủ nhân Cành cọ vàng 2016.

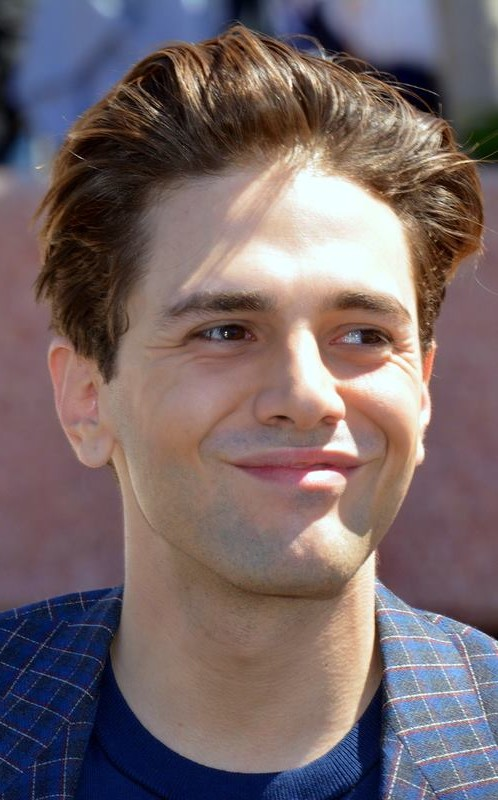
Xavier Dolan, chủ nhân Giải thưởng lớn 2016.

### Giải thưởng chính thức
Tranh cử chính
- Cành cọ vàng: I, Daniel Blake của Ken Loach
- Giải thưởng Lớn: It's Only the End of the World của Xavier Dolan
- Giải của Ban Giám khảo: American Honey của Andrea Arnold
- Đạo diễn xuất sắc nhất:
  - Cristian Mungiu cho Graduation
  - Olivier Assayas cho Personal Shopper
- Kịch bản hay nhất: Asghar Farhadi cho The Salesman
- Nữ diễn viên xuất sắc nhất: Jaclyn Jose cho Ma' Rosa
- Nam diễn viên xuất sắc nhất: Shahab Hosseini cho The Salesman
- Cành cọ vàng danh dự:[24] Jean-Pierre Léaud

Un Certain Regard
- Giải Un Certain Regard: The Happiest Day in the Life of Olli Mäki của Juho Kuosmanen
- Giải Un Certain Regard của ban giám khảo: Harmonium của Kōji Fukada
- Giải Un Certain Regard cho đạo diễn xuất sắc nhất: Matt Ross cho Captain Fantastic
- Giải Un Certain Regard cho kịch bản hay nhất: Delphine Coulin và Muriel Coulin cho The Stopover
- Giải Un Certain Regard đặc biệt: The Red Turtle của Michael Dudok de Wit

Cinéfondation
- Giải đầu tiên: Anna của Or Sinai
- Giải thứ hai: In the Hills của Hamid Ahmadi
- Giải thứ ba: The Noise of Licking của Nadja Andrasev & The Guilt, Probably của Michael Labarca

Camera vàng
- Caméra d'Or: Divines của Houda Benyamina

Phim ngắn
- Cành cọ vàng phim ngắn: Timecode của Juanjo Giménez
- Trao tặng đặc biệt: The Girl Who Danced with the Devil của João Paulo Miranda Maria